# اوگو ساسو
اوگو ساسو (ایتالیایی: Ugo Sasso؛ زادهٔ ۲۳ مارس ۱۹۱۰) یک هنرپیشه اهل ایتالیا است.
از فیلم‌هایی که وی در آن نقش داشته است، می‌توان به در آخرین لحظه، به من میگن ترینیتی، فابیولا، بینوایان، میهمان یک‌شبه، مسالینا، پیروزی ده گلادیاتور و آنتونیوی لیسبونی اشاره کرد.